# أنتروبيا متقاطعة
الأنتروبيا المتقاطعة أو التقاطعية في نظرية المعلومات بين توزيعين احتماليين {\displaystyle p} و {\displaystyle q} على نفس المجموعة الأساسية من الأحداث يقيس متوسط عدد البتات اللازمة لتحديد حدث مستمد من المجموعة إذا حُسن نظام التشفير المستخدم للمجموعة لتوزيع احتمالي مقدر {\displaystyle q} بدلا من التوزيع الحقيقي {\displaystyle p} .